# 浏河镇
浏河镇是江苏省太仓市所辖的7个镇之一，位于该市东部长江之滨，毗邻上海市宝山区、嘉定区。浏河镇面积123平方千米，2010年常住人口为10.5万人。

## 行政区划
浏河镇下辖以下地区：
复兴社区、河北社区、闸北社区、渔村社区、新塘社区、紫薇苑社区、浏南村、东仓村、何桥村、新闸村、闸北村、万安村、张桥村和新塘村。

## 历史
元、明两代，浏河镇称浏家港，扼娄江入长江的口门，是江南中心城市苏州的海上门户，航运贸易繁盛，被誉为「六国码头」。明代郑和在此出发，七下西洋。直到清代，由于娄江淤塞，浏河镇江南门户的地位开始被上海所取代。

## 交通
沿江高速公路、苏昆太高速公路以及沪太、苏浏两条一级公路

## 名人
- 吴健雄
- 画家朱屺瞻
- 朱棣文
- 漫画家朱德庸

瀏河鎮是一個典型的家族式的鎮落，全鎮50%以上常住人口族譜均歸屬于朱家（27%，瀏河第一大姓）、陸家（14%，瀏河第二大姓）、沈家（12.5%，瀏河第三大姓）三大家族中。

## 特产
- 河豚
- 刀鱼
- 鲥鱼
- 鮰鱼